# Le Chaos (album)
Pour les articles homonymes, voir Le Chaos.
Albums de Mama Béa
Pour un bébé robot...
(1978) Visages
(1979)
Le Chaos est le cinquième album de Mama Béa, paru en 1979.

## Titres
Textes et musiques de Béatrice Tekielski.
| 1. | Le Chaos                | 14:10 |
| 2. | Comptine pour l'an 2000 | 2:20  |

| 3. | Les Autres                   | 3:42 |
| 4. | Elle habite au fond des mers | 4:42 |
| 5. | « The » Voisin               | 3:45 |
| 6. | La Maison sur Vénus          | 4:05 |
| 7. | La Petite Fille              | 5:50 |

## Musiciens
- Béatrice Tekielski : chant, guitare électrique
- Robert Baccherini : guitare électrique
- Jean-Dominique Fressoz : guitare électrique
- Luc Plouton : claviers
- Jacques Cezanne : claviers (pistes 2 & 5)
- Jacques Bouniard : claviers (piste 6)
- Alain Benjamin : basse
- Francois Grillot : basse (pistes 2 & 5)
- Luc Heller : batterie